# Domenico
Domenico [do.ˈme.ni.ko] ist ein männlicher Vorname.

## Herkunft und Bedeutung
Beim Namen Domenico handelt es sich um die italienische Variante des lateinischen Namens Dominicus.
Im Portugiesischen existiert auch die Schreibweise Domênico, eine seltenere italienische Variante lautet Dominico. Die weibliche Variante des Namens ist Domenica.

## Verbreitung
Der Name Domenico ist in erster Linie in Italien verbreitet. Dort hat er sich unter den 50 beliebtesten Jungennamen etabliert. Seit 1999 schwankte seine Popularität nur um 9 Ränge in den Vornamenscharts. Zuletzt belegte der Name Rang 49 der Hitliste (Stand 2020). In seiner Variante Domênico ist er in Brasilien vor allem unter italienischen Einwanderern und ihren Nachfahren verbreitet. Dabei wurde er in den 1930er Jahren besonders häufig gewählt.
Auch in der Schweiz kommt der Name immer wieder vor. Im Jahr 2020 belegte er unter Berücksichtigung der Gesamtbevölkerung Rang 231 der Vornamenscharts (3688 Namensträger). Dabei stellte das Geburtsjahr 1966 die meisten Namensträger (109 Namensträger).
In Deutschland wurden zwischen 2006 und 2018 nur etwas 400 Jungen Domenico genannt.

## Namensträger
- Domenico Acerbi (1842–1921), italienischer Dirigent, Musikpädagoge und Komponist
- Domenico Acerenza (* 1995), italienischer Schwimmer
- Domenico Agostini (1825–1891), Kardinal der katholischen Kirche und Patriarch von Venedig
- Domenico Alberti (* um 1710; † 1746), italienischer Sänger und Komponist des Barocks und der Klassik (Alberti-Bass)
- Domenico Ambrogi (1600–1678), italienischer Maler und Kupferstecher
- Domenico Amici (* 1808; † ?), italienischer Künstler
- Domenico Amoroso SDB (1927–1997), italienischer Ordenspriester und römisch-katholischer Bischof
- Domenico Bagutti (1760–1837), Stuckateur, Bildhauer und Architekt
- Domenico Bartolini (1813–1887), Kardinal der katholischen Kirche
- Domenico Beccafumi, genannt il Mecherino (* um 1486; † 1551), italienischer Maler und Bildhauer des Manierismus
- Domenico Benedetto Balsamo (1759–1844), italienischer Ordensgeistlicher und römisch-katholischer Erzbischof von Monreale
- Domenico Berardi (* 1994), italienischer Fußballspieler
- Domenico Blass (* 1966), Schweizer Drehbuchautor
- Domenico Brigaglia (* 1958), italienischer Motorradrennfahrer
- Domenico Calcagno (* 1943), Kurienerzbischof der römisch-katholischen Kirche
- Domenico Maria Canuti (1626–1684), italienischer Maler
- Domenico Carlone (* um 1615; † 1679), italienischer Baumeister und Stuckateur
- Domenico Caso (* 1954), italienischer Fußballspieler und -trainer
- Domenico di Cecco († 1488), italienischer Maler
- Domenico Chiaramello (1897–1986), italienischer Politiker (Partito Socialista Italiano)
- Domenico Cimarosa (1749–1801), italienischer Komponist
- Domenico I. Contarini, der 30. Doge von Venedig,
- Domenico II. Contarini, der 104. Doge von Venedig
- Domenico Corvi (1721–1803), italienischer Maler des Rokoko und der Neoklassik
- Domenico Criscito (* 1986), italienischer Fußballspieler
- Domenico De Luca (1928–2006), italienischer Erzbischof und Diplomat
- Domenico Donna, italienischer Fußballspieler
- Domenico Donzelli (1790–1873), italienischer Opernsänger (Tenor)
- Domenico Durante (1879–1944), italienischer Fußballspieler
- Domenico Ferrabosco (auch Ferabosco; 1513–1574), italienischer Sänger, Kapellmeister und Komponist
- Domenico Fioravanti (* 1977), ehemaliger italienischer Schwimmer
- Domenico Fontana (1543–1607), italienischer Architekt, Maler und Bildhauer des Manierismus
- Domenico Gattilusio (um 1415–1458), von 1455 bis 1458 Archon (Regent bzw. Herr) von Lesbos
- Domenico Ghirlandaio (1449–1494), florentinischer Maler der Renaissance
- Domenico Giacobazzi (1444–1528), Kardinal der Römischen Kirche
- Domenico da Gravina (um 1300–nach 1350), italienischer Chronist
- Domenico Gravina (Theologe) (um 1573–1643), italienischer Theologe
- Domenico Benedetto Gravina (1807–1886), italienisch Benediktiner und Kunsthistoriker
- Domenico Guglielmini (1655–1710), italienischer Mathematiker, Chemiker und Arzt
- Domenico Guidobono (1668–1746), italienischer Maler und Freskant
- Domenico Jorio (1867–1954), Kurienkardinal der römisch-katholischen Kirche
- Domenico Maietta (* 1982), italienischer Fußballspieler
- Domenico Malvisi (1899–1926), italienischer Motorradrennfahrer
- Domenico Martinelli (1650–1719), italienischer Architekt
- Domenico di Michelino (1417–1491), italienischer Maler der Florentiner Schule
- Domenico Modugno (1928–1994), italienischer Cantautore, Schauspieler und Politiker
- Domenico Mordini (1898–1948), italienischer Segler
- Domenico Müllensiefen (* 1987), deutscher Schriftsteller
- Domenico Piemontesi (1903–1987), italienischer Radrennfahrer
- Domenico Piola (1627–1703), italienischer Maler und Freskant
- Domenico Pozzi (1745–1796), Historien- und Porträtmaler
- Domenico Pozzoni (1861–1924), italienischer Geistlicher
- Domenico Pozzovivo (* 1982), italienischer Radrennfahrer
- Domenico Quaglio (1787–1837), deutscher Architekturmaler
- Domenico Rossetti (Graf Domenico Rossetti de Scander; 1774–1842), Triestiner Rechtsanwalt, Politiker und Mäzen
- Domenico della Rovere (1442–1501), Kardinal der Katholischen Kirche
- Domenico Sarro (auch Sarri bzw. Sarra; 1679–1744), italienischer Komponist der neapolitanischen Schule
- Domenico Savelli, auch Dominco Savelli (1792–1864), korsischer Geistlicher, Politiker des Kirchenstaates und Kardinal der Römischen Kirche
- Domenico Scala (* 1965), schweizerisch-italienischer Manager und Fußballfunktionär
- Domenico Scarlatti (1685–1757), italienischer Komponist
- Domenico Sceberras, auch Domenico Xiberras (1671–1744), Ordensgeistlicher des Malteserordens
- Domenico Schiattarella (* 1967), italienischer Automobilrennfahrer
- Domenico Serafini OSB (1852–1918), Erzbischof von Spoleto und später ein Kurienkardinal der römisch-katholischen Kirche
- Domenico Spanò Bolani (1815–1890), italienischer Politiker und Historiker
- Domenico Tedesco (* 1985), deutsch-italienischer Fußballtrainer
- Domenico della Torre, auch Domenico Torre,  (* unbekannt; 1679), italienischer Baumeister und Architekt
- Domenico Trezzini (um 1670–1734), schweizerischer Architekt
- Domenico Vicini (* 1971), san-marinesischer Tennisspieler
- Domenico Zanetti (vor 1694–nach 1712), venezianischer Maler
- Domenico Zipoli (1688–1726), italienischer Komponist
- Domenichino (1581–1641; eigentlich Domenico Zampieri), italienischer Maler